# Asteroide di tipo E

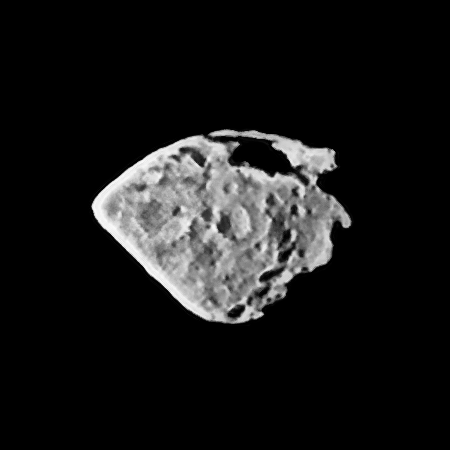
L'asteroide di tipo E 2867 Šteins

Gli asteroidi di tipo E sono un raggruppamento nella classificazione spettrale degli asteroidi. Si pensa che abbiano una superficie di enstatite acondrite. Formano una gran parte degli asteroidi interni della fascia principale, detti anche asteroidi Hungaria; diventa difficile trovarli appena ci si addentra nella fascia principale. Sono noti comunque casi di asteroidi di tipo E anche relativamente lontani dal margine interno della fascia principale, come il 64 Angelina. Si pensa che tali asteroidi abbiano avuto origine dal mantello fortemente ridotto di un asteroide differenziato.
Gli asteroidi di tipo E presentano un'albedo elevata, con un livello 0,3 o superiore, che li distingue dai più comuni asteroidi di tipo M. Presentano un spettro elettromagnetico piatto all'avvicinarsi del rosso. Tali asteroidi sono relativamente piccoli: se ne conoscono solo 3 con un diametro maggiore di 50 chilometri. Questo probabilmente a causa della loro origine, cioè la superficie del corpo originario piuttosto che il nucleo. Gli asteroidi aubrite (meteoriti di enstatite acondrite) probabilmente hanno avuto origine da asteroidi di tipo E.
Il gruppo di asteroidi E possono essere correlazionati agli asteroidi di tipo X, secondo la classificazione SMASS.